# Krogulczak plamisty
Krogulczak plamisty, krogulec plamisty (Lophospiza griseiceps) – gatunek ptaka z rodziny jastrzębiowatych (Accipitridae). Występuje endemicznie w Indonezji – na Celebesie i sąsiednich mniejszych wyspach: Togian, Muna i Buton. Długość ciała 33–38 cm.
SystematykaBlisko spokrewniony z krogulczakiem czubatym (L. trivirgatus); upierzenie osobników młodocianych tych dwóch gatunków jest prawie nie do odróżnienia, ale upierzenie osobników dorosłych jest zupełnie inne. Nie wyróżnia się podgatunków.
Ekologia i zachowanieJego naturalne siedliska występują w wilgotnych lasach nizinnych klimatu podzwrotnikowego i strefy międzyzwrotnikowej, a także wilgotnych lasach górskich. Żywi się małymi ssakami, ptakami, jaszczurkami i dużymi owadami. Zwykle widywany pojedynczo, rzadko w parach. Nie migruje, jedynie osobniki młodociane rozpraszają się poza tereny lęgowe.
StatusMiędzynarodowa Unia Ochrony Przyrody (IUCN) uznaje krogulczaka plamistego za gatunek najmniejszej troski (LC – least concern) nieprzerwanie od 1988 roku. Trend liczebności populacji uznaje się za spadkowy ze względu na niszczenie siedlisk.